# Седаев, Бислан Адланович
Бисла́н (Хали́д) Адла́нович Седа́ев (чечен. Ӏадла́ни ВоӀ Бисла́н; 22 июня 1974 года, Серафимовское, Ставропольский край, СССР — 29 мая 2002 года, Грозный, Чеченская Республика, Россия) — чеченский полевой командир, участник обеих чеченских войн на стороне Вооружённых сил Ичкерии; в 2002 году — командующий Грозненским джамаатом. Выходец из тайпа Гендарганой.

## Биография
Бислан Седаев родился 22 июня 1974 года в селе Серафимское Ставропольского края СССР в семье Адлана Седаева — выходца из города Урус-Мартан.
Принимал участие в Первой чеченской войне на стороне Вооружённых сил Ичкерии.
Был близким соратником и другом братьев Ахмадовых — лидеров Урус-Мартановских салафитов.
Во время Второй чеченской войны он руководил группировками джамаатов города Грозного.
Выступая от имени Президента Чеченской Республики Ичкерии Аслана Масхадова, заставлял жителей Грозного совершать диверсионные акты в отношении сил федеральных войск.
Бислан Седаев погиб 21 мая 2002 года в четвёртом микрорайоне Грозного от взрыва самодельного взрывного устройства. По другим данным — в течение трёх дней (1 — 3 декабря 2002 года) отряд Седаева осуществлял успешные боевые операции в Грозном, в ходе которого было убито 16 российских военнослужащих. Боестолкновения завершились третьего декабря, когда во второй половине дня был убит Седаев.